# 低程式碼開發平台
低程式碼開發平台（英語：Low-Code Development Platform，簡稱LCDP），是一種方便產生应用程序的平台软件，軟體會開發環境讓使用者以圖形化介面以及組態編寫程式，而不是用傳統的程序设计作法。此平台可能是針對
某些種類的應用而設計開發的，例如資料庫、业务过程、以及使用者介面（例如網頁應用程式）。這類平台可能可以產生完整且可運作的應用程式，也可能在一些特殊的情形下仍需要編寫程式。低程式碼開發平台可以減少傳統程式碼的數量，加速商業應用軟體的完成時間。常見的好處是讓比較多的人可以參與軟體的開發，不只是那些有程式設計技巧的人。低程式碼開發平台也可以讓設置、訓練及布置的初期成本降低。
低程式碼開發平台是在2014年6月9日由產業分析公司Forrester Research所提出的名稱，不過類似平台的概念可以追溯到2011年。
低程式碼開發平台的根源可以追溯到1990年代以及2000年代初期的第四代程式語言及快速應用程式開發工具。低程式碼開發平台是以模型驅動設計（model-driven design）、自動化程式碼生成以及視覺化程式設計的概念為基礎。終端用戶開發的概念很早已經存在，不過低程式碼開發平台用了一些新的開發方式。

## 用途
在微電腦普及使用後，企業普遍會為員工配置電腦，也讓許多的企業流程可以用軟體進行自動化。軟體自動化以及新商業流程的應用需要程序员為其開發大量的軟體，並且針對組織的特殊需求進行修改。低程式碼開發平台的目的就是針對組織特殊流程及資料需求，提供平台，可以快速的開發及提供應用軟體。

## 目前應用情形
研究公司Forrester Research在2016年估計全球低程式碼開發平台的市場在2020年會成長到美金155億元。市場主要是在資料庫、需求處理、行動裝置、流程及一般應用的低程式碼平台。
低程式碼開發平台成長的原因是因為其靈活性及簡單，此平台已擴展到通用的應用程式，若需要的話可以加入客製化的程式碼。
推動低程式碼開發平台的原因之一是因為其對行動裝置的支援。開發者可以不用花時間開發多個對應不同裝置的軟體，低程式碼平台一般都已將此列為標準功能。
在低程式碼開發平台上開發，比較不需要程式設計能力，在此軟體開發環境下，幾乎每一個人都可以學習，應用此環境來開發。像是拖放介面的功能可以讓使用者視覺化，並且建立應用程式。

## 資安以及合規性的疑慮
目前已有人對於低程式碼開發平台的資安以及合規性有產生疑慮，特別是一些會用到客戶資料的應用程式。資安有疑慮的原因是因為應用程式很快就可以建立，過程中可能會缺乏應有的治理，以及會有合规审查的相關問題。不過低程式碼開發平台也推動了資料安全上的創新，若考慮到持續的應用軟體開發，也比較容易建立安全資料流。無法嚴格依循正規系統理論（Herwig Mannaert, Jan Verelst, Peter De Bruyn, 2016）的低程式碼開發平台，無法解決因為變化所增加的複雜性，這個問題目前仍然存在。

## 趨勢
Forrester有一個有關低程式碼開發平台的報告，提到在評估低程式碼開發平台提供者時，需考慮的26個準則。
另外Forrester在2017年7月有一份報告，提到低程式碼開發平台的成長，其中強調三個產業驅勢：
- 成長：低程式碼開發平台在接下來的五年內預計會有210億美金的市場。
- 分散化：有二個主要的開發市場，分別是針對企業需求（citizen）的開發者，以及針對應用程式開發（App Dev）的專業人士。
- 整合：隨著低程式碼開發平台開始擴展，企業界也在關注像是人工智慧、機器人以及機器學習的技術，因此之後給企業的解決方式需要有這些功能。

## 相關評論
有些IT專業人士會質疑低程式碼開發平台是否可以用在大規模、關鍵任務上的企業應用。其他的質疑包括這些平台是否有讓開發變快、變簡單。有些資訊長的疑慮是在公司內容使用低程式碼開發平台，會讓影子IT所構建，一般IT不支援的應用程式越來越多。

## 和無程式碼開發平台的比較
無程式碼開發平台（英語：No-Code Development Platform，簡稱NCDP）類似低程式碼開發平台，利用後者開發可能會需要撰寫少量程式碼，利用無程式碼開發平台開發時，完全不需要撰寫程式碼。
這兩種開發平台之間的分界不太明確，主要有以下三項的差異：
- 應用程式創建者：所有終端客戶都可以使用無程式碼開發平台，而低程式碼開發平台中有一些平台的限制，在開發應用程式中，需要在這些限制下進行。
- 核心設計：無程式碼開發平台的運作方式是模型驅動、宣告式的開發方式，終端用戶使用拖拉物件或是簡單的敘述來設計應用程式。低程式碼開發平台比較多是需要一個嚴謹的核心，以標明應用程式的核心架構[15]。
- 用户界面：無程式碼開發平台一般會透過已有的用户界面層，以簡化應用程式的設計。低程式碼開發平台在使用者界面上靈活度較高，但代價是需要額外撰寫程式，以及需求帶來的複雜度[16]。